# 法融禅师
法融禅师（594年—657年），或稱慧融，俗姓韋，潤州延陵（今江蘇丹陽市延陵鎮）人，為佛教禪宗大師，牛頭宗初祖，有「東夏之達摩」的稱號。
相傳受禪宗四祖道信付法，別出牛頭一脈。現代研究者認為牛頭宗實出自三論宗，道信付法於法融一事為後人虛構，而非真實歷史。

## 生平
生於594年（隋文帝開皇14年）。612年，19歲時，從茅山（今江蘇句容縣）豐樂寺大明法師出家（《續僧傳》作炅法師）。大明法師繼承興皇法朗，為三論宗傳人，法師於其門下聽三論，及華嚴、大品、大集、維摩、法華經等諸經。
624年（唐高祖武德7年），朝廷下令解散部份佛寺，法融到京師請願。後移住牛頭山（今江蘇江寧縣）佛窟寺，此寺有七藏經畫，一佛經、二道書、三佛經史、四俗經史、五醫方圖符。法融在此居住八年，精研七藏，然後移居幽棲寺。
643年（唐貞觀17年），于幽棲寺的北巖下別立禪室，有弟子百餘人。後睦州有女子陳碩真作亂，寺院內糧食不足，法融每日至城中行乞，再自行背負糧食回寺，供給寺中三百餘眾。永徽三年受請出山，在建初寺講經。656年（唐顯慶元年），又再度受請至建初寺講經，657年(唐顯慶2年)於建初寺入滅，年六十四。

## 現代考證
關口真大指出按僧傳，牛頭法融為興皇法朗弟子的弟子，禪宗四祖道信付法牛頭法融，則是虛構的傳說。在《續高僧傳》及《法華傳》關於法融的記載沒有表明兩人有關連。禪宗的祖堂集與景德傳燈錄，載有法融受道信付法的記事，並含有不少矛盾與虛構。關口真大亦認為道信思想的禪風是「坐禪觀心」、「觀心守一」和法融的「無心絕觀」、「絕觀忘守」是相反的想法。
印順法師在《中國禪宗史》指法融與道宣是同時代人物，但道宣沒提到道信對法融傳法的事。現存文記，最早說道信付法於法融，是李華所撰『潤州鶴林寺故徑山大師碑銘』，是在法融去世百年後。而依記載，道信對法融傳法，一說是「貞觀中」，一說是「武德七年」。若是前說按僧傳，法融於貞觀十七年，住幽棲寺北巖，依從他修行者達一百多人，與禪宗燈史的「懶融」說不合。若是後者，武德七年，江東的僧眾遭難，法融正去長安，不會相遇。所以從史實的觀點，道信與法融，不會有師承關係。印順法師亦認為會有道信印證法融的傳說，是因達摩禪盛行天下，若不標榜為達摩禪就不足以弘通的緣故。
印順法師認為牛頭禪與達摩禪系的東山系，原是明顯對立。牛頭禪受到南朝老莊玄學的影響，與印度禪不同。從印度禪蛻變而來的中國禪宗──「中華禪」的首位建立者，是號稱「東夏之達摩」的牛頭法融。

## 公案
《虛雲和尚年譜 （页面存档备份，存于）》虛雲老和尚開示：「……牛頭山法融禪師。在幽棲寺北巖石室住靜。修行好。有百鳥啣花之異。唐貞觀中。四祖遙觀此山氣象。知有異人。乃躬自尋訪。問寺僧曰。「此間有道人否。」僧曰。「出家兒那個不是道人。」祖曰。「阿那個是道人。」僧無對。別僧曰。「此去山中十里許。有一懶融。見人不起亦不合掌。莫是道人麼。」祖遂入山。見師端坐自若。曾無所顧。祖問曰。「在此作什麼。」師曰。「觀心。」祖曰。「觀是何人。心是何物」師無對。便起作禮。曰。「大德高棲何所。」祖曰。「貧道不決所止。或東或西。」師曰。「還識道信禪師否。」祖曰。「何以問他。」師曰。「響德滋久。冀一禮謁。」祖曰。「道信禪師。貧道是也。」師曰。「因何降此。」祖曰。「特來相訪。莫更有宴息之處否。」師指後面曰。「別有小庵。」遂引祖至庵所。惟見虎狼之類。祖乃舉兩手作怖勢。師曰。「猶有這個在。」祖曰。「這個是什麼。」師無語。過一回。祖卻於師宴坐石上書一「佛」字。師睹之悚然。祖曰。「猶有這個在。」師未曉。乃稽首請說真要。祖曰。「夫百千法門。同歸方寸。河沙妙德。總在心源。一切戒門。定門。慧門。神通變化。悉自具足。不離汝心。一切煩惱業障。本來空寂。一切因果。皆如夢幻。無三界可出。無菩提可求。人與非人。性相平等。大道虛曠。絕思絕慮。如是之法。汝今已得。更無闕少。與佛何殊。更無別法。汝但任心自在。莫作觀行。亦莫澄心。莫起貪瞋。莫懷愁慮。蕩蕩無礙。任意縱橫。不作諸善。不作諸惡。行住坐臥。觸目遇緣。總是佛之妙用。快樂無憂。故名為佛。」師曰。「心既具足。何者是佛。何者是心。」祖曰。「非心不問佛。問佛非不心。」師曰。「既不許作觀行。於境起心時。如何對治。」祖曰。「境緣無好醜。好醜起於心。心若不強名。妄情從何起。妄情既不起。真心任遍知。汝但隨心自在。無復對治。即名常住法身。無有變異。吾受璨大師頓教法門。今付於汝。汝今諦受吾言。只住此山。向後當有五人達者紹汝玄化。」牛頭未見四祖時。百鳥啣花供養。見四祖後百鳥不來。這是什麼道理呢。佛法不可思議境界。天人散花無路。鬼神尋跡無門。有則生死未了。但無又不是。……」。

## 著作
著有《絕觀論》，《心銘》，《信心銘》，《淨名經私記》，《華嚴經私記》，《法華經名相》。

### 脚注
1. ↑  關口真大. .
2. ↑  関口真大. . 1956.
3. ↑  孫金波.  (PDF). 普門學報. 2002  [2018-05-29]. （原始内容存档 (PDF)于2018-05-30）.

### 资料
- 唐道宣撰《續高僧傳》〈法融傳〉收入《大正新脩大藏經》第五十冊。
- 印順法師《中國禪宗史》。

## 外部連結
- 印順法師《中國禪宗史》 （页面存档备份，存于）
- 虛雲和尚年譜 （页面存档备份，存于）

| 前任： 無 | 漢傳佛教牛頭宗 初祖 | 繼任： 智巖 |